# Otto von Faber du Faur
Adolph Eduard Otto von Faber du Faur (né le 3 juin 1828 à Ludwigsbourg (Royaume de Wurtemberg), mort le 10 août 1901 à Munich) est un peintre et militaire wurtembergeois.